# Забегайло, Константин Семёнович
Константин Семёнович Забегайло (1 января 1916 — 13 декабря 1996) — советский и украинский правовед и дипломат. Исследователь истории внешней политики и международно-правовой деятельности УССР, её участия в ООН и других международных организациях, права международных организаций. Доктор юридических наук (1965), профессор (1967).

## Биография
Родился 1 января 1916 года в городе Белая Церковь.
В 1940 году окончил Киевский университет. В 1952 году — Дипломатическую академию МИД СССР. Кандидатская диссертация: «Вопрос защиты жертв войны на Женевской дипломатической конференции 1949 года». Докторская диссертация: «Вопрос международного права в практике Украинской ССР (1944—1964 гг.)».
В 1940—1944 годах работал в органах прокуратуры Ростовской области (РСФСР) и Туркменской ССР, а с 1944 года работал в органах прокуратуры Киева.
В 1944—1967 годах — референт, первый секретарь, помощник министра, советник Министерства иностранных дел Украинской ССР. Участвовал в работе второй сессии Конференции ООН по морскому праву (Женева) в 1960 году.
С 1967 — доцент, профессор. В 1972 и 1978—1980 годах — декан факультета международных отношений и международного права Киевского университета. С 1980 года — профессор-консультант кафедры международного права и иностранного законодательства.
Скончался 13 декабря 1996 года. Похоронен на Байковом кладбище Киева.

### Семья
Сын Константина Забегайло, Владимир, пошёл по стопам отца, также став правоведом и дипломатом.

## Труды
- Українська РСР — на міжнародній арені. К., 1963;
- Українська РСР в Організації Об'єднаних Націй. К., 1964;
- Українська РСР у міжнародних відносинах. К., 1969;
- Криза правових основ зовнішньої політики імперіалізму / К. С. Забігайло. — Київ: Знання, 1981. — 47 с.;
- Уроки історії та сучасність. К., 1985;
- Участь Української РСР у виробленні Статуту ООН // Проблеми правознавства. 1996. № 3.